# Timolol
Timolol es el nombre de un medicamento beta bloqueante no selectivo, es decir, bloquea la acción de la epinefrina tanto en receptores adrenérgicos β1 y receptores adrenérgicos β2, indicado principalmente en el tratamiento de la hipertensión. No tiene actividad simpaticomimética intrínseca ni actividad estabilizadora de membranas.
En su presentación de gotas oftálmicas se utiliza para el tratamiento de la hipertensión ocular y evitar la progresión del glaucoma.

## Farmacología
El timolol es absorbido bien del tracto gastrointestinal y posterior a su absorción es sometido a metabolismo de primer paso. El timolol se metaboliza extensamente a nivel del hígado y solo se logra medir una minúscula cantidad del medicamento sin modificaciones en la orina. Cuando se usa el timolol como gotas oftálmicas para el alivio del glaucoma, se ha notado que puede ser absorbido por el organismo y causar efectos adversos en pacientes asmáticos o en pacientes con insuficiencia cardíaca.